# ぜ

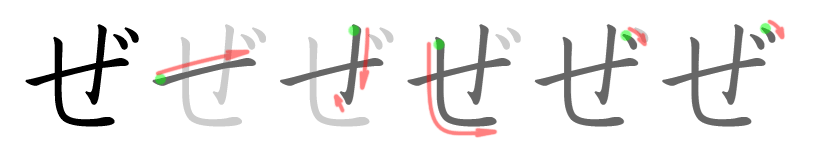
「ぜ」の筆順

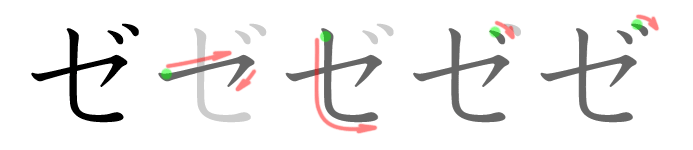
「ゼ」の筆順

ぜ、ゼは、仮名のひとつであり、せ、セに濁点をつけた文字である。日本語の音節のひとつとして用いられ、1モーラを形成する。

## 音韻
現代標準語の音韻: 1子音と1母音「え」から成る音。いったん舌を上歯茎に付けて、離すときに、狭い隙間を作って摩擦した音を出す有声音（有声歯茎破擦音）、すなわち「つ」の子音の有声音。または、舌の先を上歯茎に近づけて、隙間から声を摩擦させて通すときに出る有声音（有声歯茎摩擦音）、つまり「す」の子音の有声音である。語頭に現れる場合は前者、母音にはさまれた場合は後者であることが多いが、それら二つの「ぜ」の発音は、一般に日本語の話者にはほとんど聞き分けられず、意味上の差異はない。
- 発音： ぜ[ヘルプ/ファイル]

## ぜ に関わる諸事項
- 「ぜ」は日本語で強調をする終助詞として使用される。主に男性が用いる。「ぞ」と「え」の組み合わせが語源である。